# 北欧论坛
《北欧论坛》（德語：Nordeuropaforum）是一份自1991年开始于柏林出版发行的德文学术期刊。期刊持续以电子形式出版并可免费获取。现有的编辑团队包括来自德国、欧洲及美国的9位出版者和20位编辑人员。

## 历史
期刊最初于1991年在柏林自由大学由本德·漢寧森（Bernd Henningsen）和萊恩霍德·伍爾夫（Reinhold Wulff）创立，并面向其兴趣致力于地理和政治上大致的北方区域广泛主题的读者群。期刊由北欧国家提供经济支持，由来自柏林、格赖夫斯瓦尔德、基尔的工作人员以及来自斯堪的纳维亚国家的作者们编辑。
由于斯堪的纳维亚语言文学在柏林的新组以及柏林洪堡大学北欧研究所的成立，编辑部移至柏林洪堡大学，并于1998年将期刊变更为杂志形式。自此杂志仅出版德文和英文形式的专业学术文章。
自2006年起期刊专门作为学术性开放存取出版物发行，其文章可免费进行下载。并且对于作者而言，出版亦为免费。为吸引更多的读者并考虑到学术领域和出版活动的最新发展，于2013年秋决定，将期刊的内容定位及出版者和编辑人员的范围进行扩大。自此期刊增加副标题：“人文研究期刊”并变更出版形式。由曾经的一年两期发表文章和评论变更为持续发表。

## 特色
该期刊是一个跨学科的，致力于德国的、更确切说是欧洲－斯堪的纳维亚间对话以及波罗的海区域学术意见交流的论坛。它作为双盲审开放存取杂志，从人文学科视角对欧洲北部进行深入研究，文章涵盖政治、经济和文化方面，并涉及文化和社科方面的方法和理论探讨。
期刊的学科跨度涉及从文学和语言学，到社会学、人类学、中世纪学、历史学和政治学，再到传媒学、影视学和艺术学领域。
期刊在地理方位上聚焦于整体的、“大的”北部地区：文章主要涉及丹麦、瑞典、挪威、芬兰和冰岛，同时还涵盖格陵兰岛、法罗群岛、波罗的海国家、西北部联邦管区、南波罗的海邻国以及跨区域联系。

## 网页链接
- 《北欧论坛》主页（页面存档备份，存于）